# Wierzbowo-Wieś
Wierzbowo-Wieś – wieś w Polsce położona w województwie podlaskim, w powiecie zambrowskim, w gminie Zambrów.

## Historia
W latach 1921–1939 wieś leżała w województwie białostockim, w powiecie łomżyńskim, w gminie Długobórz.
Według Powszechnego Spisu Ludności z 1921 roku wieś zamieszkiwało 123 osoby w 19 budynkach mieszkalnych. Miejscowość należała do parafii rzymskokatolickiej w Zambrowie. Podlegała pod Sąd Grodzki w Zambrowie i Okręgowy w Łomży; właściwy urząd pocztowy mieścił się w Zambrowie.
W wyniku napaści ZSRR na Polskę we wrześniu 1939 miejscowość znalazła się pod okupacją sowiecką. Od czerwca 1941 roku pod okupacją niemiecką. Od 22 lipca 1941 r.  do wyzwolenia włączona w skład okręgu białostockiego III Rzeszy.
Do 1954 roku miejscowość należała do gminy Długobórz. Z dniem 18 sierpnia 1945 roku została wyłączona z woj. warszawskiego i przyłączona z powrotem do woj. białostockiego. W latach 1975–1998 miejscowość administracyjnie należała do województwa łomżyńskiego.